# Паника
Паника представља изненадан и јак страх јединке или цијеле групе, који најчешће настаје када је живот јединке или групе доведен у питање (на примјер при оружаној пљачки, падању авиона, пожару, итд). Паника се често јавља и код особа које болују од анксиозности.

## Поријекло ријечи
Сама ријеч „паника“ потиче од грчке ријечи „паникон“, која означава повезаност са Паном, богом шума и ливада који је могао да производи необичне звуке који изазивају смртни страх код стада оваца и коза, људи итд.

## Посљедице
Паника групе обично изазива хаотично понашање и губитак сваког облика самоконтроле. Праисторијски људи су вјешто користили панику животиња — оне би се у сусрету са ватром или прејаким звуком тако успаничиле да су неријетко у саме падале у провалије и тако гинуле.
У изградњи данашњих зграда, стадиона, улица итд. архитекте и грађевински инжењери неријетко воде рачуна о евентуалним паничним кретањима група. На примјер, арапске власти су значајно измијениле изглед Меке у циљу смањивања броја жртава у стампедима који се дешавају сваке године на ходочашћу.
Судске власти многих земаља свијета су ограничиле слободу говора у корист смањивања могућности жртава паничних реакција група људи. То обухвата узвикивање „Ватра!“ или „Пожар!“ у биоскопским и позоришним халама кад нигдје ништа не гори, или узвикивање порука мржње у ситуацијама када су присутне двије или више непријатељских група и постоји опасност од масовног сукоба (нпр. фудбалска утакмица, сусрет протестних група итд.). Многи криминалци су се на суђењима правдали осјећајем панике који их је наводно натјерао да почине одређена кривична дјела.